# Miquel Blanch i Roig
Miquel Blanch i Roig   (Castellbisbal, 30 d'octubre de 1889 - Barcelona, 11 de setembre de 1936) fou un compositor, pedagog, pianista i director de diversos cors catalans. És recordat per les seves aportacions a la música coral, la pedagogia musical i per dirigir destacades institucions musicals a Catalunya durant el primer terç del segle xx.

## Biografia
Durant la seva infància i joventut va estudiar música amb Josep Cumellas i Ribó qui influí profundament en la seva trajectòria. Des de jove, mostrà un talent destacat pel piano i la direcció coral. El seu debut professional va esdevenir el dia 22 de febrer de 1921, després d'establir-se a Manresa per dirigir l'Orfeó de Manresa, aquesta institució es consolidà com un dels centres referents de l’ensenyament musical al país gràcies a la seva direcció on la seva figura va alentar la creació i producció musical.
El 1911, després de fer diferents interpretacions teatrals com també més d'una sarsuela, va fundar l'Orfeó Pàtria de Molins de Rei, agrupació coral que va sobreviure fins a primers dels anys 70 i que va ser l'orgull de la vila amb magnífics concerts tant a Catalunya com a l'estranger. A Molins de Rei, Miquel Blanch es casà, feia de professor de música i d'organista a la Parròquia de Sant Miquel establint una forta connexió amb la comunitat musical local. A Barcelona va fundar i dirigir el cor "Amics del Cant Gregorià", l'agrupació instrumental Studi i el Trio Ars, en el qual actuava com a pianista.
El 1932, i davant un jurat presidit per Lluís Millet, guanyà el concurs-oposició per a ser el primer director de l'Escola Municipal de Música de Manresa. Seguidament, va esdevenir el primer director del Conservatori Municipal de Música de Manresa des del 18 d'octubre de 1932. Durant la seva tasca com a director va interactuar amb Josep Cumellas i Joan Llongueras, qui elogiaven i reconeixien la tasca de Miquel Blanch i Roig.
Compongué entre altres obres, algunes d'elles conservades a l'Arxiu de la Catedral de Girona i a l'Arxiu Històric Comarcal de Tàrrega, la Missa in honorem Beatae Mariae Virginis, l'Himne de la senyera (sobre text del poeta Baldomer Perramon), l'Himne a la Creu i de la música dels Pastorets de la Joventut Catòlica de Molins de Rei (l'obra El bressol de Jesús de Serafí Pitarra) i les sardanes Cançó d'amor tardoral, Joiosa, La complanta del jove galant, La mallerenga, Les bruixes airades i Les elfes i el donzellol. La seva obra és bàsicament coral, a una o varies veus, on predominen obres eclesiàstiques i patriotic, també va escriure obres de cambra, com el Septet per a instruments de vent i corda (1920), que destaca per la seva originalitat dins del repertori català de l’època
Tot i no haver-se distingit políticament, el fet de relacionar-se en ambients catòlics per a guanyar-se la vida com a organista, motivà que un cop esclatada la Guerra Civil fos detingut a Molins de Rei a casa dels seus sogres per elements incontrolats de la FAI i l'endemà assassinat a Can Tunis de Barcelona.
En honor seu, a Manresa hi ha l'"Auditori Mestre Blanch", es convoca el "Premi Mestre Blanch de Música" i l'Orfeó Manresà ha batejat la seva programació estable amb el nom de “Temporada Mestre Blanch”. A Castellbisbal, l'escola municipal de música també duu el nom, i tant Manresa com Molins de Rei i Castellbisbal li han dedicat sengles carrers.